# Riskatto
Riskatto o RiSKAtto è un album discografico del gruppo musicale italiano Statuto, pubblicato nel 1999 dalla Sony Music.

## Il disco
È il settimo album musicale degli Statuto, e vede il ritorno del gruppo alle tipiche sonorità ska, abbandonando le deviazioni pop rock e brit pop intraprese nei due dischi precedenti, oltre al cambio di formazione con l'ingresso del chitarrista Valerio Giambelli (detto Mr.No).
Questo disco propone una rivisitazione in italiano dei brani di gruppi classici del 2 tone ska inglese come The Specials, Bad Manners, Madness e Selecter, più alcune cover rivisitate di vecchi successi come Bada bambina di Little Tony e Bandiera gialla di Gianni Pettenati, rivisitata nella versione originale di The Pied Piper di Artie Kornfeld.
L'ultimo brano del disco, Grande, è stato scritto da Gianpaolo Ormezzano, in occasione dei cinquant'anni dalla scomparsa del Grande Torino, mentre nella canzone La mia radio, versione in italiano di On My Radio dei Selecter, è stata cantata da Donatella Rettore.
L'unico singolo che uscirà da questo album è Non cambiare mai, cover di My Girl dei Madness, ma viene realizzato un video di Un passo avanti, versione in italiano di One Step Beyond, sempre dei Madness.

## Tracce
1. Un passo avanti (versione italiana di One Step Beyond dei Madness)
2. Non cambiare mai (versione italiana di My Girl dei Madness)
3. Pensa per te (versione italiana di Baggy Trousers dei Madness)
4. Festa (versione italiana di Monkey Man dei The Specials)
5. Laura (versione italiana di Lorraine dei Bad Manners)
6. La mia radio (versione italiana di On my Radio dei Selecter)
7. 6/8/1945: Bombe su Hiroshima (versione italiana di Inner London Violence dei Bad Manners)
8. Splendida ragazza (versione italiana di 'Little Rich Girl dei The Specials)
9. Rita smettila (versione italiana di Lip up Fatty dei Bad Manners)
10. Cuore matto (versione italiana di House of Fun dei Madness)
11. Chi la vuole? (versione italiana di Wolly Bully dei Bad Manners)
12. Bandiera gialla (cover di The Pied Piper)
13. Bada bambina (cover di Little Tony)
14. Grande (Ormezzano)

## Formazione
- Oscar Giammarinaro - Oskar - cantante
- Giovanni Deidda - Naska - batteria
- Rudy Ruzza - basso
- Valerio Giambelli - Mr.No - chitarra
- Davide Rossi - Junior - tastiera